# Колосовский, Григорий Анатольевич
Григорий Анатольевич Колосовский (узб. Grigoriy Anatolyevich Kolosovskiy; 28 июня 1971 года, Ташкент, Узбекская ССР, СССР) — советский и узбекистанский футболист, выступавший на позиции нападающего, тренер. С конца мая 2016 года по апрель 2017 года являлся главным тренером ташкентского «Пахтакора».

## Карьера
Выступал за клубы Узбекской ССР, которые участвовали в различных по уровню лигах чемпионата СССР. В первом сезоне независимого чемпионата Узбекистана выступал в высшей лиге за «Янгиер» и «Трактор».
После завершения карьеры игрока Колосовский начал тренерскую деятельность в системе ташкентского «Пахтакора». Входил в тренерский штаб молодёжной команды. С 2013 года вошёл в тренерский штаб основной команды. В начале 2016 года некоторое время являлся исполняющим обязанности главного тренера «Пахтакора». В конце мая 2016 года после домашнего поражения «Пахтакора» ферганскому «Нефтчи» со счётом 1:2, главный тренер ташкентского клуба Нумон Хасанов был уволен с поста главного тренера, а на его место временно назначен Колосовский, который позднее стал главным тренером.